# مؤنس الخادم
أبو الحَسَن المُظَفَّر المُعْتَضَدِي مُؤنس القُشوري (845/6–933)، المعرُوف اختصارًا مُؤنس المُظَفَّر أو مُؤنس الخادم، كان القائد الأعلى للجيش العباسي من عام 908 حتى وفاته عام 933 م، والمُستبد الفعلي في دولة الخِلافة، وصانع ملوك الخلافة من عام 928 فصاعدًا.
كان عبدًا يونانيًّا بيزنطيًّا، دخل الخدمة العسكرية في عهد الخليفة المستقبلي المعتضد بالله في عقد الـ 880. ارتقى إلى رتبة عالية قبل أن يتعرض للعار المفاجئ، على الأرجح نتيجة لمشاركته في مؤامرات المحكمة، في عام 901. أمضى السنوات السبع التالية في المنفى الافتراضي كحاكم لمكة، قبل أن يستدعيه الخليفة المقتدر عام 908. وسرعان ما ميَّز نفسه بإنقاذ المقتدر من انقلاب القصر في ديسمبر 908. وبدعم من الخليفة والملكة الأم القوية شغب أصبح القائد الأعلى لجيش الخليفة، حيث خدم في عدة حملات ضد الإمبراطورية البيزنطية، وأنقذ بغداد من القرامطة عام 927 وهزم اثنين من الغزوات الفاطمية لمصر في عامي 915 و920.
في عام 924، ساعد في ضمان إقالة وإعدام منافسه القديم، الوزير ابن الفرات، وبعد ذلك نما نفوذه السياسي بشكل هائل، لدرجة أنه أطاح بالمقتدر لفترة وجيزة في عام 928. أدى تنافسه مع الخليفة ومع البيروقراطية المدنية للبلاط أخيرًا إلى مواجهة مفتوحة في 931-932، والتي انتهت بانتصار مؤنس وموت المقتدر في المعركة. قام مؤنس بتثبيت خليفة جديد، القاهر بالله، ولكن في أغسطس 933 قام الأخير بإعدام مؤنس وكبار ضباطه. كان استئثار مؤنس للسلطة بالقوة، تمامًا مثل نهايته العنيفة، وكانت بمثابة بداية فترة جديدة من الاضطرابات في الخلافة العباسية المتدهورة، والتي بلغت ذروتها باستيلاء البويهيين عليها في عام 946.

## سيرة شخصية

### في عهد المعتضد والمنفى

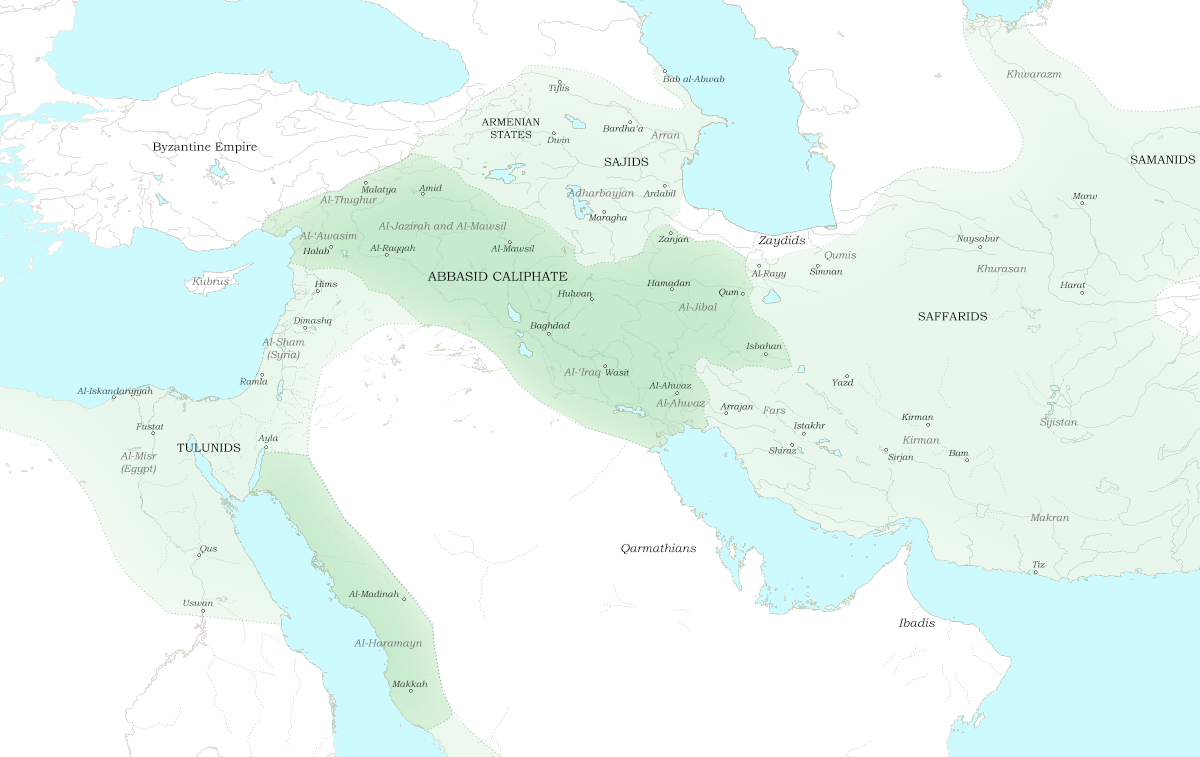
خريطة توضح نتيجة حملات المعتضد للتوحيد، حوالي 900 : المناطق الخاضعة للسيطرة العباسية المباشرة باللون الأخضر الداكن، المناطق الخاضعة للسيادة العباسية الفضفاضة، ولكن تحت حكام مستقلين، باللون الأخضر الفاتح

بحسب رواية الذهبي في القرن الرابع عشر، كان مؤنس يبلغ من العمر 90 عامًا عند وفاته، مما يشير إلى ولادة ق. 845/6. فكان من أصل يوناني بيزنطي،  وكان عبدًا مخصيًا،  ومن هنا سمي بالخادم في المصادر، لتمييزه عن زميله المعاصر أمين مُؤنس الفحل. على الرغم من كونه مخصيًا، إلا أنه سرعان ما دخل في مهنة عسكرية متميزة، ظهر لأول مرة على أنه كغلام (عبد عسكري) للخليفة المستقبلي المعتضد بالله (892–902) أثناء قمع ثورة الزنج عام 880/1، وترقى إلى منصب صاحب الشُّرطة بحلول عام 900، وبالتالي أصبح نائب القائد العام الشيخ بدر المعتضدي.
ومع ذلك، يسجل الذهبي أنه في عام 901، نفاه الخليفة إلى مكة، ربما بصفته حاكمًا لها، حيث لم يتم استدعاؤه من هناك إلا بعد اعتلاء المقتدر بالله (908–932) في 908. ويبدو أن هذا ما يؤكده غيابه التام عن المصادر خلال فترة حكم المكتفي بالله. سبب النفي غير واضح، ولكن من المحتمل أن يكون مرتبطًا بالصراع على السلطة بين بدر وآخر وزراء المعتضد، القاسم بن عبيد الله. ويبدو أن المكتفي كان معادياً له أيضاً، ربما لأن مؤنس كان متورطاً في مؤامرات الحريم لصالح المقتدر. وأثناء وجوده في مكة، ضم إلى حاشيته ابن المغدور بدر، هلال.

### حملاته تحت المقتدر
صعد مؤنس إلى الصدارة في وقت مبكر من عهد المقتدر، في ديسمبر 908، بعد فترة وجيزة من تولي الخلافة، قام فصيل من المسؤولين والجيش بانقلاب لإقالته واستبداله بأخيه عبد الله بن المعتز. قاد مؤنس الدفاع عن القصر الجعفي وفشل الانقلاب. وقد أكسبه هذا امتنان ودعم الخليفة الشاب ووالدته ذات النفوذ والقوية شغب، وعزز مكانته بين نبلاء البلاط العباسي. كانت شغب تنوي منحه دور بدر القديم كقائد أعلى للقوات المسلحة، وكخطوة أولى، أعطاه قيادة حرس الحجريَّة. أثار صعود مؤنس عداء الوزير ابن الفرات الذي سعى إلى إخراجه من بغداد وأرسله في حملات في الحدود.
في عام 909، قاد مؤنس الغارة الصيفيَّة المعتادة ضد الإمبراطورية البيزنطية، وشن غزوًا على آسيا الصغرى البيزنطية من ملطية وعاد مع العديد من السجناء. في العام التالي، نجح في استعادة ولاية فارس من تراجع الصفاريين، مستفيدًا من الصراع بين الأمير الصفاري الليث بن علي والجنرال الصفاري السابق سبك إري، الذي سيطر على المنطقة. عندما غزا المعدَّل شقيق الليث منطقة فارس، طلب سبكري المساعدة من الخليفة، وتم إرسال جيش بقيادة مؤنس، هُزم الليث وتم أسره، في حين تم عزل سبوك إري من منصب الحاكم بعد فشله في جمع الجزية الموعودة.  وفي نفس العام 909/10 أشرف مؤنس على تبادل الأسرى مع البيزنطيين. وفي ديسمبر 912/ يناير 913، تم تعيينه والياً على منطقة الحدود البيزنطية الثغور والحجاز.
في عام 914، قام الفاطميون، الذين كانوا قد استولوا على إفريقية قبل سنوات قليلة من الإطاحة بالأغالبة الحاكمين، بغزو مصر تحت قيادة أبو القاسم، وهو الحاكم الفاطمي المستقبلي القائم بأمر الله. نجح الفاطميون في الاستيلاء على الإسكندرية بدايةً، لكنهم فشلوا في الاستيلاء على عاصمة المحافظة في الفسطاط. في يوليو 914، بصفته نائبًا للأمير الراضي بالله (الذي كان الحاكم الاسمي)، تولى مؤنس منصب الحاكم على مصر والشام. وبهذه الصفة، قاد في عام 915 التعزيزات العباسية إلى مصر وأخرجهم من البلاد مرة أخرى، وحصل بسبب ذلك على لقب المُظفَّر الفخري. عند عودته من مصر، أُمر بقمع ثورة تلميذه القديم الحمداني الحسين بن حمدان التغلبي في الجزيرة. ثم انتقل إلى الثُّغور، حيث استولى البيزنطيون، مستغلين الانتفاضة الحمدانية، على قلعة حصن منصور ورحلوا سكانها. ردًا على ذلك، قاد غارة كبرى في أواخر صيف 916، واستولى على عدة حصون بالقرب من ملطية، بينما أمر أبو القاسم علي بقيادة غارة أخرى من طرسوس. في سبتمبر/أكتوبر 917، وفي رده على السفير البيزنطي بقيادة جون رادينوس، أشرف مع بشر الأفشيني، حاكم طرسوس وقيليقيا، على تبادل آخر للأسرى على نهر لاموس.
في 918-919، قام مؤنس بحملة ضد حاكم أذربيجان المتمرد، يوسف بن أبي الصاج، والذي حجب جزءًا من الضرائب المستحقة لبغداد، بل واستولى على مقاطعات في شمال إيران من السامانيين دون موافقة الخليفة. في حملته الأولى عام 918، انسحب يوسف في البداية قبل مؤنس إلى عاصمته أردبيل. بعد فشل محاولات الوساطة مع الخليفة من قبل الوزير ابن الفرات، واجه يوسف مؤنس في معركة ضارية قبل أردبيل، حيث هُزم مؤنس. لكن في العام التالي، هزم مؤنس يوسف في معركة ثانية أمام أردبيل وأخذه أسيراً إلى بغداد. ظل يوسف أسيرًا في بغداد لمدة ثلاث سنوات، بينما كان الغُلام سبك، غلام يوسف، يتولى السلطة في أذربيجان، بعد أن حصل على اعتراف الخليفة. وكان مؤنس هو المسؤول عن إقناع المقتدر بإطلاق سراح يوسف عام 922 وإعادته إلى منصبه القديم، هذه المرة كخادم للحكومة العباسية. في 920-922، لعب مؤنس دورًا فعالًا في هزيمة الحملة الفاطمية الثانية للاستيلاء على مصر. استولى الفاطميون مرة أخرى على الإسكندرية واحتلوا منخفض الفيوم، لكن أسطولهم غرق واستُعيدت الإسكندرية، مما أدى إلى محاصرة أبو القاسم في الفيوم، ولم يتمكن من الهروب منها إلا بخسائر فادحة. في يوليو 922، تم استدعاؤه إلى بغداد، حيث تم تكريمه، وتأكيد سيطرته المفرطة على مصر والشَّام.  وفي عام 923، شن غارة أخرى على الأراضي البيزنطية، واستولى على عدد قليل من الحصون وعاد بغنائم كثيرة.

### المنافسات القضائية والانقلابات

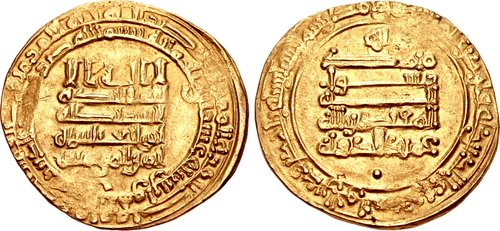
دينار المقتدر من الذهب ضرب في آخر سنة من ملكه

في المحكمة، كان مؤنس معارضًا قويًا ومبكرًا لابن الفرات، وحليفًا لمنافس الأخير الرئيسي علي بن عيسى الجراح وجماعته. وصل الصراع بين الاثنين إلى ذروته خلال الوزارة الثالثة لابن الفرات عام 923-924. كانت هذه الفترة مضطربة، شهدت إرسال مؤنس إلى موطن شبه منفي في الرقة، وقد حدث التعذيب على نطاق واسع لمعارضي بني الفرات السياسيين، فضلاً عن عودة التهديد القرمطي بنهب البصرة وتدمير قافلة الحج العائدة من مكة. وبلغ كل ذلك ذروته بانقلاب عسكري، وعزل ابن الفرات، واستدعاء مؤنس، وما تلا ذلك من إعدام الوزير المسن وابنه.
كان هذا بمثابة ذروة مسيرة مؤنس المهنية: فقد أصبح الآن يسيطر فعليًا على الحكومة وصوتًا حاسمًا في تعيين خلفاء ابن الفرات وزراء. لكن في الوقت نفسه، خلقت سلطته فجوة واسعة بينه وبين الخليفة، حتى أن المقتدر خطط لاغتيال قائده العام عام 927. وفي صيف العام نفسه، قاد مؤنس جيشًا إلى الحدود حول صمصاد، التي نهبها البيزنطيون. حيث تمكن البيزنطيون من مفاجأة الجيش العباسي وألحقوا بهم الهزيمة وقتلوا 400 رجل. في نفس العام، نجح مؤنس، بمساعدة الحمدانيين، في الدفاع عن بغداد نفسها ضد غزو القرامطة. كانت غارات القرامطة مزعجة بشكل خاص: فهي لم تدمر مناطق السواد الخصبة فحسب – المصدر الرئيسي لإيرادات الحكومة – ولكنها قللت أيضًا من هيبة الخليفة والسلالة الحاكمة، خاصة بعد أن نهب القرامطة مكة عام 930 واستولوا على الحجر الأسود، فقد عجل بالصراع على السلطة في بغداد بين مؤنس وفصيل البلاط.
في عام 928، بعد إقالة مفضله علي بن عيسى من الوزارة،  قام مؤنس بانقلاب وعزل المقتدر ونصب أخيه غير الشقيق القاهر بالله مكانه، لكنه تراجع بعد قليل، فقد كان مؤنس يمتلك الآن سلطة دكتاتورية تقريبًا على الحكومة العباسية. في عام 931، حشد المقتدر دعمًا كافيًا لإجباره على مغادرة بغداد، ولكن في عام 932، بعد حشد القوات، سار مؤنس إلى بغداد وهزم جيش الخليفة أمام أسوار المدينة، وسقط المقتدر في الميدان. قام مؤنس الآن بتثبيت القاهر كخليفة، لكن سرعان ما أصبح الاثنان منفصلين. استأنف الخليفة الجديد اتصالاته مع فصيل البلاط المهزوم، وسرعان ما وجد نفسه محتجزًا في قصره. ومع ذلك، في أغسطس 933، تمكن القاهر من استدراج مؤنس ومعاونيه الرئيسيين إلى القصر، حيث تم إعدامهم.

## تحليلات
دور مؤنس في تاريخ الخلافة العباسية غامض. كتب عنه المؤرخ مايكل بونر أنه "حافظ على فلول الجيش معًا وأنقذ الخلافة في عدة مناسبات"، بينما يقول المستشرق هارولد بوين: "كان تأثير مؤنس في المجمل ممتدًا إلى الأبد". لكنه "لم يكن قوياً ولا ذكياً بما يكفي" لمنع الانحدار المتجدد للدولة العباسية. من ناحية أخرى، فإن استيلائه على السلطة بالقوة العسكرية وقتل الخليفة - وهو أول حادث من نوعه منذ الفوضى في سامراء قبل جيلين - شكل سابقة خطيرة وبشر بفترة جديدة من الفوضى، وبعد وفاته، أصبح الخلفاء الضعفاء دمى في أيدي سلسلة من الرجال العسكريين الإقليميين الأقوياء، الذين تنافسوا على لقب أمير الأُمراء والسيطرة على الحكومة العباسية وإيراداتها حتى سقطت بغداد، ومعها الخلافة العباسية على يد البويهيون عام 946.